# Mark Jansen
Mark Jansen (Reuver, 15 december 1978) is een heavymetalmuzikant.
Hij was gitarist en oprichter van After Forever en speelt bij Epica. In 2010 richtte hij de band MaYaN op.
Samen met Sander Gommans richtte Jansen de metalband After Forever op, waarvan hij een van de tekstschrijvers en componisten was sinds het debuutalbum Prison of Desire. Wegens creatieve meningsverschillen verliet hij After Forever in 2002. Jansen begon een nieuwe symfonische metal band genaamd Sahara Dust, later hernoemd tot Epica. Zijn vriendin van dat moment, Simone Simons, kwam in 2002 bij Epica. Zowel bij After Forever als bij Epica verzorgde Jansen de grunts, screams en gitaar. In 2010 richtte hij de death-, black- en progressieve metalband MaYaN op, met wie hij begin 2011 het eerste album uitbrengt. In MaYaN speelt Jansen samen met oud-After Forever leden Jack Driessen (later vervangen door Roberto Macrì) en Sander Gommans (later vervangen door Frank Schiphorst). Daarnaast speelt hij nog steeds bij Epica.
Inmiddels heeft Jansen het internationale muzikale project United Metal Minds gelanceerd.

## Privé
Jansen heeft een relatie met de Italiaanse zangeres Laura Macrì, die ook bij MaYaN zit en getourd heeft met o.a. Andrea Bocelli en Div4s.